# Cezay
Cezay ist eine französische Gemeinde mit 208 Einwohnern (Stand: 1. Januar 2022) im Département Loire in der Region Auvergne-Rhône-Alpes (vor 2016 Rhône-Alpes). Sie gehört zum Arrondissement Montbrison und zum Gemeindeverband Loire Forez Agglomération. Die Bewohner werden Cezelens und Cezelennes genannt.

## Geografie
Cezay liegt im Westen des Départements ungefähr 27 Kilometer (Luftlinie) südsüdwestlich von Roanne und ungefähr 53 Kilometer nordwestlich von Saint-Étienne, der Hauptstadt des Départements.
Die Gemeinde liegt an den Ausläufern des Forez-Gebirges, dessen westlicher Teil sich über ein bewaldetes Granitplateau erstreckt (Höhe ca. 650 Meter). Es gibt acht Weiler, die sich größtenteils auf dem Hügelgebiet im Osten befinden: Chambon, Viallard, Vialle, Pra, Crozet und Marcy, zwei befinden sich auf dem Plateau, Prandière und Rory. Der Rest des Siedlungsraums besteht aus isolierten Bauernhöfen.
Umgeben wird Cezay von den fünf Nachbargemeinden:
| Saint-Martin-la-Sauveté |                                             | Nollieux      |
| Ailleux                 | Kompassrose, die auf Nachbargemeinden zeigt | Bussy-Albieux |
|                         | Saint-Sixte                                 |               |

## Geschichte
Die Gemeinde, die seit der zweiten Hälfte des 19. Jahrhunderts Gegenstand archäologischer Erkundungen ist, weist viele Überreste gallo-römischer Siedlungen auf, die sicherlich mit der Passage der Via Aquitania in Verbindung stehen. Mehr als die Hälfte der Weiler sind Mitte des 14. Jahrhunderts bezeugt. Die Pfarrei Saint-Pierre de Cezay wird bereits im 10. Jahrhundert erwähnt, sie wurde im 15. Jahrhundert unter dem Namen Notre-Dame eine Dependance oder Filiale der benachbarten Pfarrei Ailleux, bevor sie zur Zeit der Französischen Revolution als Gemeinde errichtet wurde. Auf dem Gebiet der Gemeinde befanden sich zwei Burgen, Prandière im Norden und Crozet im Süden (zerstört).

## Bevölkerungsentwicklung
| Cezay: Einwohnerzahlen von 1793 bis 2016                                                                                   | Cezay: Einwohnerzahlen von 1793 bis 2016 | Cezay: Einwohnerzahlen von 1793 bis 2016 | Cezay: Einwohnerzahlen von 1793 bis 2016 | Cezay: Einwohnerzahlen von 1793 bis 2016 |
| --- | ---------------------------------------- | ---------------------------------------- | ---------------------------------------- | ---------------------------------------- |
| Jahr |                                          |                                          |                                          | Einwohner                                |
| 1793 | 1793                                     |                                          | 454                                      | 454                                      |
| 1800 | 1800                                     |                                          | 335                                      | 335                                      |
| 1806 | 1806                                     |                                          | 452                                      | 452                                      |
| 1821 | 1821                                     |                                          | 548                                      | 548                                      |
| 1831 | 1831                                     |                                          | 563                                      | 563                                      |
| 1836 | 1836                                     |                                          | 500                                      | 500                                      |
| 1841 | 1841                                     |                                          | 437                                      | 437                                      |
| 1846 | 1846                                     |                                          | 473                                      | 473                                      |
| 1851 | 1851                                     |                                          | 500                                      | 500                                      |
| 1856 | 1856                                     |                                          | 519                                      | 519                                      |
| 1861 | 1861                                     |                                          | 492                                      | 492                                      |
| 1866 | 1866                                     |                                          | 504                                      | 504                                      |
| 1872 | 1872                                     |                                          | 507                                      | 507                                      |
| 1876 | 1876                                     |                                          | 502                                      | 502                                      |
| 1881 | 1881                                     |                                          | 447                                      | 447                                      |
| 1886 | 1886                                     |                                          | 447                                      | 447                                      |
| 1891 | 1891                                     |                                          | 488                                      | 488                                      |
| 1896 | 1896                                     |                                          | 446                                      | 446                                      |
| 1901 | 1901                                     |                                          | 450                                      | 450                                      |
| 1906 | 1906                                     |                                          | 471                                      | 471                                      |
| 1911 | 1911                                     |                                          | 473                                      | 473                                      |
| 1921 | 1921                                     |                                          | 436                                      | 436                                      |
| 1926 | 1926                                     |                                          | 419                                      | 419                                      |
| 1931 | 1931                                     |                                          | 414                                      | 414                                      |
| 1936 | 1936                                     |                                          | 385                                      | 385                                      |
| 1946 | 1946                                     |                                          | 341                                      | 341                                      |
| 1954 | 1954                                     |                                          | 286                                      | 286                                      |
| 1962 | 1962                                     |                                          | 241                                      | 241                                      |
| 1968 | 1968                                     |                                          | 231                                      | 231                                      |
| 1975 | 1975                                     |                                          | 222                                      | 222                                      |
| 1982 | 1982                                     |                                          | 164                                      | 164                                      |
| 1990 | 1990                                     |                                          | 171                                      | 171                                      |
| 1999 | 1999                                     |                                          | 157                                      | 157                                      |
| 2006 | 2006                                     |                                          | 193                                      | 193                                      |
| 2011 | 2011                                     |                                          | 189                                      | 189                                      |
| 2016 | 2016                                     |                                          | 224                                      | 224                                      |
| Quelle(n): EHESS/Cassini bis 1999, INSEE ab 2006 Anmerkung(en): Ab 1962 offizielle Zahlen ohne Einwohner mit Zweitwohnsitz |                                          |                                          |                                          |                                          |

## Sehenswürdigkeiten
- Kirche Saint-Barthélemy aus dem 16. Jahrhundert auf älteren Fundamenten (eine Kirche in Cezay wurde bereits im Jahr 984 erwähnt)

## Wirtschaft
Cezay liegt in den Zonen IGP

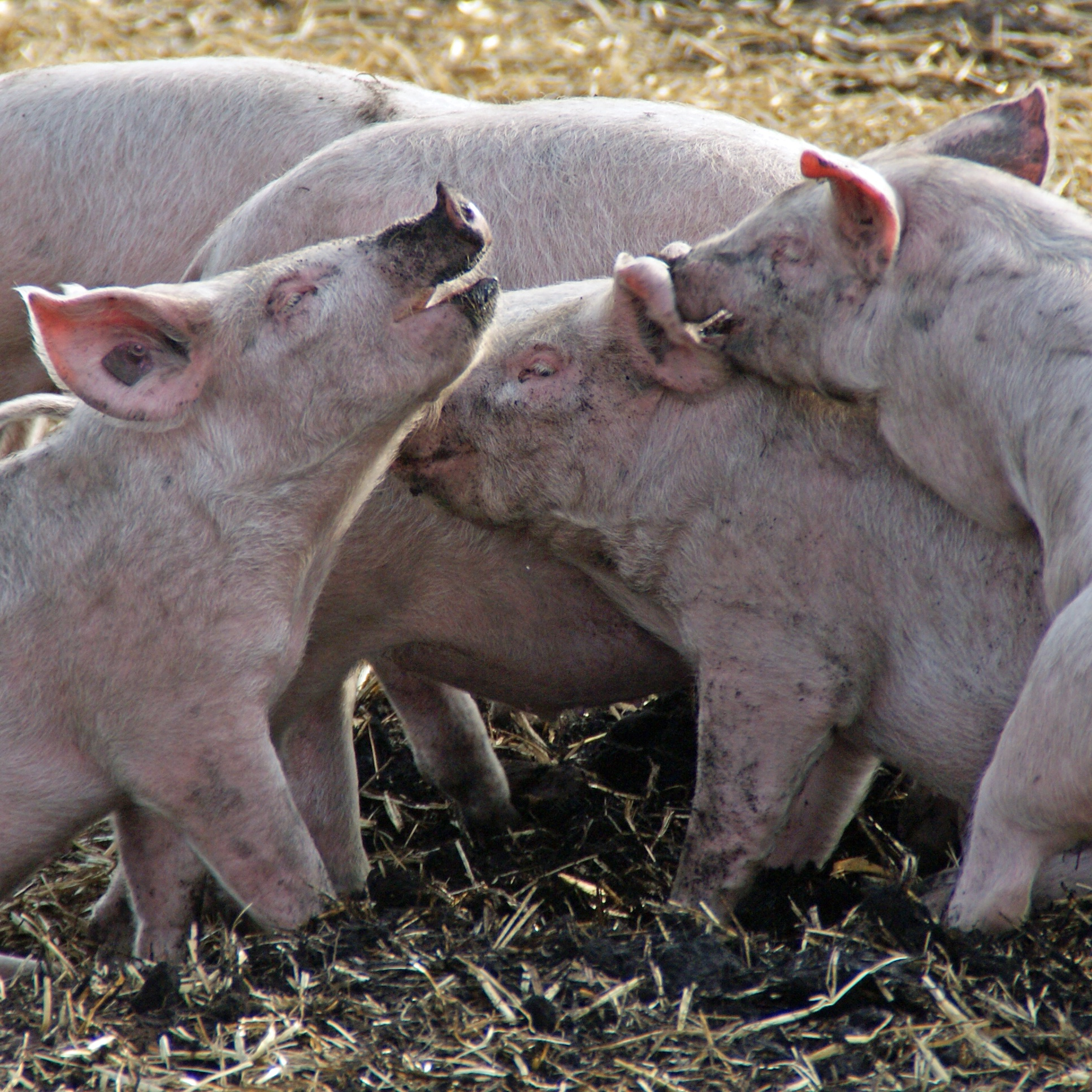
Junge Porcs d’Auvergne

- der Weine Comtés-rhodaniens rot, rosé und weiß,
- der Weine Urfé verschiedener Appellationen rot, rosé und weiß,
- des Porc d’Auvergne und
- der Volailles du Forez.

Die Anzahl aktiver landwirtschaftlicher Betriebe, die in Plaisance-du-Touch ansässig sind, beträgt sechs im Jahr 2020.

## Verkehr
Die Gemeinde liegt fernab von größeren Durchgangsstraßen. Allein einige untergeordnete Routes départementales verbinden Cezay mit den Nachbargemeinden.